# Théodore Wille
Théodore Wille (1818-1892) est le plus grand négociant en café du XIXe siècle et l'un des constructeurs du  port de Santos, au Brésil, qui a contribué au développement de la province de São Paulo.

## Histoire
Théodore Wille est venu au Brésil en 1838 et a travaillé dans des entreprises allemandes pour établir les entreprises Wille, Schimillinski and Co à  Rio de Janeiro et Theodor Wille & Co dans le grand port de Santos, où il est encore possible de voir le bâtiment appelé « Theodor Wille & Co. » dans le centre de la ville. Depuis 1831, le Brésil est devenu le premier producteur mondial de café, fruit qu'il exporte pour la première fois en plus grande quantité que le sucre. La légende veut que Theodor Wille & Co ait exporté le premier sac de café de la province de São Paulo vers l' Europe. En 1847, Théodore Wille est revenu en Allemagne et il a fondé à Hambourg l'entreprise portant son nom.
Le nom de Theodor Wille est également relié à la fondation de Votuporanga, ville de l'État de São Paulo, sur d'anciennes terres qui appartenaient à Francisco Schimidt, cédées la société Theodor Wille & Co., en raison d'une dette. Francisco Schimidt, mort en 1924, était le propriétaire de la Fazenda Monte Alegre ( Ribeirao Preto ), dont une partie de sa succession est allé à Theodor Wille & Co, l'entreprise qui a financé leurs investissements et qui avait des dettes.
En plus d'être exportateur de café (avec des succursales à São Paulo et Rio de Janeiro) et propriétaire de deux sociétés de navigation, Theodor Wille & Co a obtenu ainsi également la propriété de huit fermes. L'un des navires appartenant à la société Theodor Wille était Willinck le navire qui a amené les familles allemandes au Brésil et beaucoup d'entre eux ont payé les billets en fournissant des services à la société. Théodore Wille était également le propriétaire du générateur électrique Rio Claro et actionnaire de Brahma .